# Turkmenistan-Afghanistan-Pakistan-Pipeline

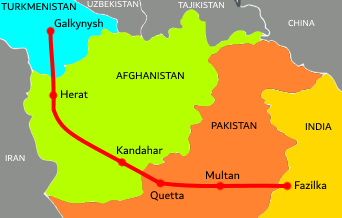
Karte des Verlaufs der Pipeline

Die Turkmenistan-Afghanistan-Pakistan-Pipeline (Abk. TAP), englisch Trans-Afghanistan Pipeline, ist eine seit den 1990er Jahren geplante Erdgasleitung, die ursprünglich unter der Federführung der Asiatischen Entwicklungsbank entstehen sollte, allerdings – inzwischen als Turkmenistan-Afghanistan-Pakistan-Indien-Pipeline (Abk. TAPI). In Turkmenistan fand der offizielle Baubeginn der TAPI im Dezember 2015 statt.

## Verlauf und Transportleistung
Ausgangspunkt der Pipeline in Turkmenistan sollten ursprünglich die Förderfelder um Döwletabad sein, deren Gasvorräte man 2002 auf rund 1,7 Billionen Kubikmeter schätzte, die jedoch inzwischen als zu gering angesehen werden, um die Pipeline auf Dauer zu speisen, so dass mittlerweile das Gasfeld Galkynysch als Ausgangspunkt bestimmt wurde.
Die ursprüngliche TAP sollte das Erdgas anschließend durch Afghanistan zu Häfen am Indischen Ozean in Pakistan leiten und dabei den Plänen zufolge entlang der Fernstraße von Herat nach Kandahar in Afghanistan und weiter über Quetta und Multan in Pakistan verlaufen. 830 Kilometer der TAP sollten damit in Afghanistan, weitere etwa 400 km in Pakistan verlaufen und die Kosten für ihren Bau sich nach ersten Schätzungen auf zunächst 3,5 Milliarden US-Dollar belaufen.
2008 gesellte sich schließlich auch Indien zu den zukünftigen Nutzern der Pipeline, die nun als TAPI jährlich rund 30 Milliarden Kubikmeter Gas transportieren und sich insgesamt über 1.814 Kilometer bis nach Fazilka an der pakistanisch-indischen Grenze erstrecken soll.

## Entstehungsgeschichte
Neben seinen eigenen Bodenschätzen ist Afghanistan wegen seiner geografischen Lage als potenzielles Transitland zwischen den über immense Erdöl- und Erdgasvorkommen verfügenden Ländern in Mittelasien und dem angrenzenden Transkaukasus: Kasachstan, Turkmenistan, Usbekistan und Aserbaidschan ein Schlüsselland; die Passage durch Afghanistan ermöglicht die Sicherung von Handelswegen unabhängig von Iran, Russland und China.
Die Idee, eine Gaspipeline durch Afghanistan zu legen, geht zurück auf den Chef des argentinischen Ölunternehmens Bridas, Carlos Bulgheroni. Bridas investierte schon 1991 in die Erdgasförderung in Turkmenistan und suchte nach einer Möglichkeit, das geförderte Gas exportieren zu können. Aber auch Unocal, damals zwölftgrößtes Ölunternehmen der USA, Mitglied eines Konsortiums aus acht westlichen Ölkonzernen zur gemeinsamen Ausbeutung der Ölfelder um Baku in Aserbaidschan hatte großes Interesse an einer Pipeline durch Afghanistan. Nachdem Turkmenistan und Pakistan bereits einen Vertrag über eine solche Pipeline mit der argentinischen Bridas Oil abgeschlossen hatten, visierte Unocal 1995 in einer Vorvereinbarung mit den Taliban ebenfalls eine Pipeline an, ein Jahr, bevor diese Kabul eroberten. Trotzdem gelang es Bridas 1996 die Zustimmung aller Kriegsparteien in Afghanistan einschließlich der Taliban zu erhalten. Der Vorschlag einer öffentlich zugänglichen Pipeline, in die andere Unternehmen und Länder im Laufe der Zeit eigenes Gas einspeisen könnten, sagte den Kriegsherren zu, da sie Transitgebühren erheben könnten und Afghanistan im Norden über eigene Gasfelder verfügte.
Unocal, die bereits eine beträchtliche Erfahrung in Asien hatte und seit 1976 in Pakistan tätig war, versicherte sich der Mitarbeit einflussreicher Lobbyisten wie Ex-Außenminister Henry Kissinger, des früheren US-Botschafters in Pakistan, Robert Oakley, und des ehemaligen Mitarbeiters der UN-Sondermission in Afghanistan, Charlie Santos, ebenfalls US-Amerikaner, und konnte Personen in Schlüsselpositionen in der Regierung Clinton – wie die damalige Vize-Außenministerin und Beauftragte für Südasien, Robin Raphel sowie Mitglieder des Nationalen Sicherheitsrates (NSC) – für die Idee einer leicht modifizierten Afghanistan-Pipeline gewinnen. 1997 fanden im Beisein des Unocal-Beraters und späteren amerikanischen Sonderbotschafters für Afghanistan Zalmay Khalilzad weitere Gespräche zwischen Unocal und den jetzt regierenden Taliban statt, die die Umsetzung der Pläne von 1995 zum Bau einer Pipeline durch das westliche Afghanistan zum Ziel hatten. Auf massiven US-Druck brachen Pakistan und Turkmenistan den mit der argentinischen Bridas Oil abgeschlossenen Vertrag und gaben Unocal den Zuschlag. 1996 verklagte Bridas die Unocal auf einen Schadenersatz von 15 Milliarden Dollar wegen des Diebstahls der Pipelineidee durch Afghanistan. Außerdem erhob die Bridas Klage gegen Turkmenistan wegen Vertragsbruch bezüglich der Blockade der Yashlar- und Keimir-Felder. Jedoch verstanden es die Anwälte von Unocal, den Prozess sechs Jahre lang hinzuziehen.
Bridas hatte gegenüber dem Konkurrenten Unocal den Vorteil, dass sie keine Mittel aus internationalen Geldinstituten benötigte, was eine international anerkannte Regierung in Kabul vorausgesetzt hätte. Die Bridas konnte ohne jede Voraussetzung sofort mit dem Bau der Pipeline beginnen. Für die Unocal war eine anerkannte Regierung in Kabul eine Voraussetzung, um unter anderem auch von der Weltbank Darlehen für das Projekt zu bekommen.
1998 waren Pläne für ein weitaus umfangreicheres Projekt einer zentralasiatischen Ölpipeline mit annähernd gleichem Verlauf ausgesetzt worden, nachdem der US-Konzern Unocal (seinerzeitige Lobbyisten: Henry Kissinger und Richard Armitage) seine Beteiligung an dem 1997 gebildeten CentGas-Konsortium in Höhe von 8 Mrd. Dollar zurückgezogen hatte. Diese ebenfalls durch Afghanistan führende und in Südasien endende Pipeline sollte über eine Kapazität von ca. 160 Millionen Liter (1 Million Barrel) pro Tag verfügen. Turkmenistan konzentrierte sich in den Folgejahren auf Geschäfte mit russischen Energieunternehmen wie Lukoil. Unocal hatte sich im Dezember 1998 wohl aufgrund des Drucks, der sich seitens der Politik, Öffentlichkeit und auch der Anteilseigner gegen die Taliban formierte, aus dem Pipeline-Konsortium zurückgezogen.

## Vertragsunterzeichnung und verzögerter Baubeginn
Der Vertrag über die Pipeline, über die bereits mit dem gestürzten Taliban-Regime verhandelt worden war, wurde am 27. Dezember 2002 von den Staatschefs Turkmenistans, Afghanistans and Pakistans unterzeichnet. Der Vertragsabschluss wurde durch die US-Invasion in Afghanistan im Jahr zuvor ermöglicht. Die afghanische Regierung soll demnach acht Prozent der Einnahmen erhalten; die Betreiber versprechen sich 12.000 neue Arbeitsplätze in dem wirtschaftlich darniederliegenden, vom Krieg verwüsteten Land. Gleichwohl war die Umsetzung des Bauvorhabens zunächst weitgehend auf Eis gelegt: Die Arbeiten am durch Turkmenistan verlaufenden Abschnitt sollten zwar 2006 aufgenommen werden, die Durchführung des gesamten Projekts stand während des Afghanistan-Krieges allerdings zur Disposition, weil der südliche Abschnitt der Pipeline durch Gebiete verlaufen würde, die nach wie vor de facto unter Kontrolle der Taliban und der Terrororganisation Al-Qaida sind.
Nachdem Indiens Beteiligung an der TAP zunächst jahrelang noch unsicher schien, einigten sich im Jahr 2006 Vertreter der beteiligten Staaten auf eine Verlängerung der Röhre zur Trans-Afghanistan-Pakistan-Indien-Pipeline (TAPI).

## Entwicklung
2014 kündigte der Präsident Turkmenistans Gurbanguly Berdimuhamedow den Baubeginn für 2015 an, aufgrund der politischen Spannungen und fragilen Sicherheitslage in der Region aber kam das Projekt auch weiter nur langsam voran.
Die Fertigstellung der Pipeline wird für 2021 oder 2022[veraltet] erwartet. Dann soll sie jährlich 32 Milliarden Kubikmeter Gas liefern können. Nach Informationen des turkmenischen Öl- und Gasministeriums wurde an deren Pipeline-Abschnitt im Frühjahr 2016 die Rohre verschweißt. Der turkmenische Abschnitt ist 214 Kilometer lang und verläuft vom Gasfeld Galkynysch bis an die afghanische Grenze.
Mit dem Bau des afghanischen Abschnitts der Pipeline wurde wohl am 23. Februar 2018 begonnen, nach einer Verlautbarung der Regierung Turkmenistans.
Im Januar 2021 trafen Vertreter der afghanischen Taliban mit Regierungsvertretern Turkmenistans Vereinbarungen, die den weiteren Fortbestand der Pipeline auch für die Zeit nach dem Abzug der alliierten Streitkräfte aus Afghanistan sichern sollen.

## Weitere Pipeline-Projekte in der Region

### Iran-Pakistan-Indien-Pipeline
Als Öl- und Gaslieferant ist allerdings auch der Iran für die über eine Milliarde Inder schon seit langem von großer Bedeutung, und so wurde, da Pakistan und Indien sich nach Einschätzung von Beobachtern nicht nur auf ein, zudem US-kontrolliertes Standbein verlassen wollten, zwischen den beteiligten Staaten außerdem der Bau einer auf 2775 Kilometer projektierten Iran-Pakistan-Indien-Pipeline (IPI) vereinbart.  Und obwohl es im September 2005 zunächst so schien, als ob es zwischen Iran und Indien zu einem Zerwürfnis käme, da Indien auf der IAEO-Ratssitzung für eine Resolution zur Verurteilung des Iran wegen dessen Atomprogramm gestimmt hatte, wurden die Verhandlungen über die Gas-Pipeline Ende Dezember 2005 in Neu-Delhi auf Vizeminister-Ebene wiederaufgenommen.
Ähnlich wie die TAPI kam aber auch das IPI-Projekt in den Folgejahren aufgrund politischer Spannungen zwischen den Beteiligten sowie des Drucks der USA, für eine direkte Zusammenarbeit mit dem Schurkenstaat Iran zu diesem Zeitpunkt ausgeschlossen schien, nur langsam voran: War man noch Mitte 2011 davon ausgegangen, dass die Pipeline schon Ende 2014 in Betrieb gehen könnte, sah es in den darauffolgenden Jahren zunächst nicht mehr nach einem absehbaren Abschluss aus. Im September 2019 kamen aber die pakistanische Inter State Gas Systems (ISGS) und die National Iranian Gas Company (NIGC) zu einer neuen Übereinkunft über den weiteren Bau der Pipeline. In der Vereinbarung formulierten sie die Erwartung, dass beide Länder „gemeinsam eine praktische Lösung für die Fertigstellung des Projekts erarbeiten“ würden. Die pakistanische Seite stellte in Aussicht, seinen Teil des Projekts bis 2024[veraltet] fertigzustellen.

### Myanmar-Bangladesh-Indien-Pipeline
Eine dritte Pipeline schließlich sollte von Myanmar über Bangladesch nach Indien führen und mit ihrem Bau noch 2005 begonnen werden. Beobachtern zufolge war es dabei Ziel der Regierung in Neu-Delhi, allen voran des Ölministers Mani Shankar Aiyar, ein transasiatisches Gas-Netz zu schaffen, das sich – unter dezidierter Einbindung des einstmaligen Rivalen China – vom Persischen Golf bis Südostasien erstrecken würde. Schon zur Jahreswende 2005/2006 allerdings schien es in dieser Frage durch separate Vereinbarungen Myanmars mit chinesischen Unternehmen zu ernsthaften Rückschlägen gekommen zu sein, gefolgt von Differenzen zwischen Indien und Bangladesch, die schließlich 2010 zum einstweiligen Stop des gesamten Projekts führten. Um 2015 gab es noch Gespräche zwischen den beteiligten Seiten, das Projekt noch weiterzuführen, welche aber letztlich 2020 an politischen Differenzen scheiterten.